# Villa rustica (Inzigkofen)
Die Villa rustica ist ein ehemaliger römischer Gutshof östlich von Inzigkofen, einer Gemeinde im Landkreis Sigmaringen in Baden-Württemberg.

## Lage

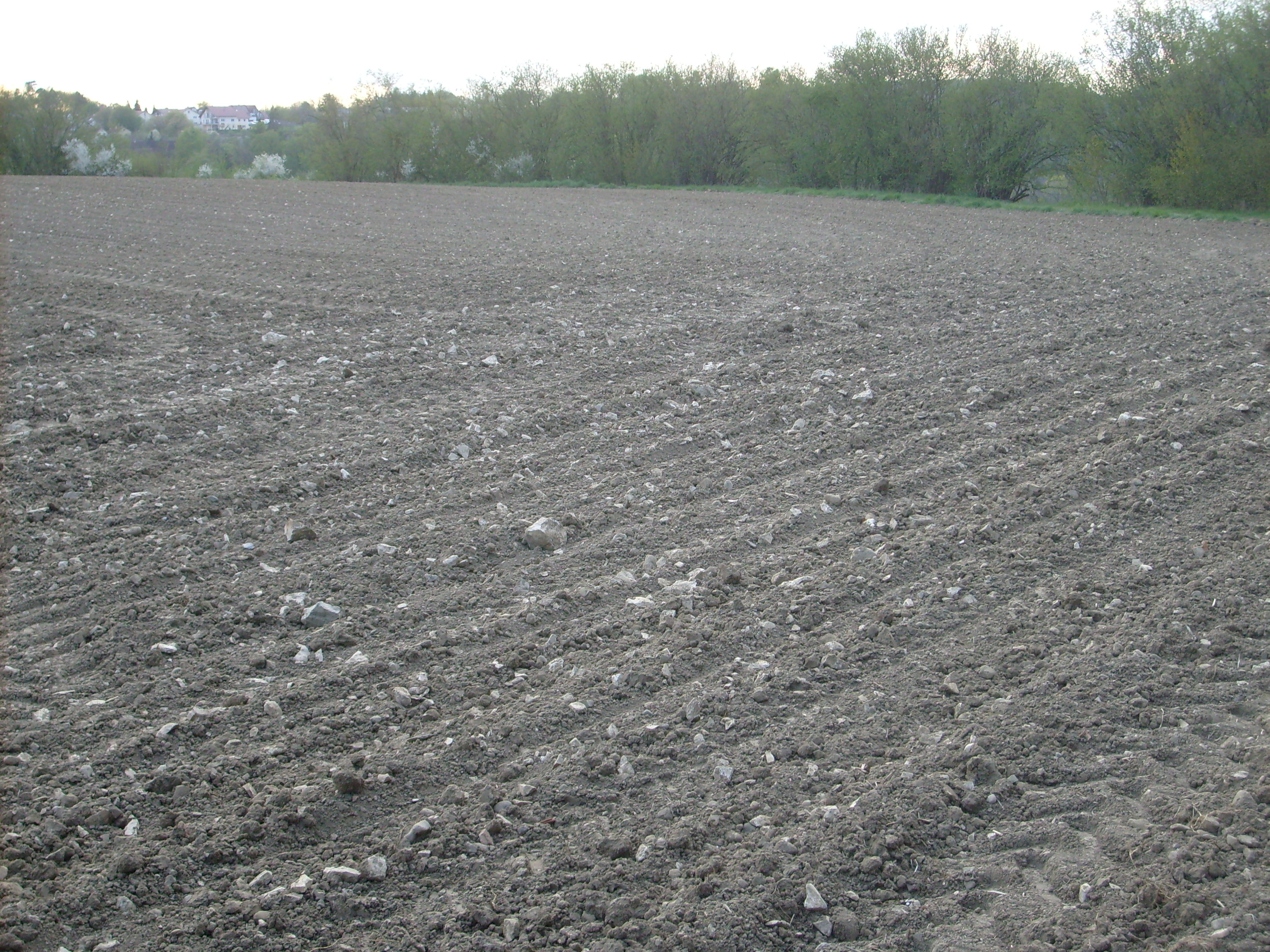
Lage

Der römische Gutshof befand sich etwa 200 Meter nordöstlich des heutigen Inzigkofer Friedhofs, rechts der Verbindungsstraße von Inzigkofen zum Sigmaringer Ortsteil Laiz. Das Bodendenkmal liegt im intensiv landwirtschaftlich genutzten Flurstück „Krummäcker“, einem Höhenrücken, der nach Norden und Osten sanft abfällt und im Süden von der Straße Laiz-Inzigkofen begrenzt wird. Die Bebauung der Ortschaft Laiz ist bis zur unteren Hangkante an das Bodendenkmal herangewachsen. Eine bewachsene Böschung und ein Feldweg bilden die Trennlinie.
Das Landgut lag in der Antike in der römischen Provinz Raetia (Rätien), in einer günstigen, terrassenartigen Position mit fruchtbarem Land. Wenig südlich des Gutshofs verlief die so genannte Donausüdstraße Sigmaringen-Tuttlingen, eine Römerstraße.
In Laiz befand sich eine Furt unterhalb des heutigen Kraftwerks Laiz, wo bei der Donauregulierung 1975 Reste einer Holzbrücke gefunden wurden.

## Forschungsgeschichte
Der Gutshof wurde erstmals 1848 durch den hohenzollerischen Archivar Eduard Schwarzmann (1815–1869) ergraben. Eine fundierte archäologische Ausgrabung erfolgte im Jahr 1970 durch das Landesdenkmalamt Tübingen unter der Leitung von Hartmann Reim. Die damalige Grabungskampagne orientierte sich am Verlauf der Römerstraße, man erhoffte, in deren Fortsetzung eine Hofmauer zu finden, um das Untersuchungsareal eingrenzen zu können. Hofmauern bei freistehenden Villae rusticae sind keine Seltenheit, sondern regelhaft anzunehmen. Fehlt wie hier eine Hofummauerung, wurden meist nur die zentralen Bereiche der Gutsanlage mit dem Hauptgebäude und eventuell Nebengebäude untersucht. Weitere Beispiele für dieses Vorgehen sind die Gutshöfe von Laiz, Flur „Berg“, Lkr. Sigmaringen oder Treuchtlingen-Weinbergshof. Erst Ende des Grabungssommers förderten Archäologen Reste der steinernen Grundmauern eines Haupt- und Nebengebäudes zu Tage. Der Befund zeigt einen römischen Gutshof, der von der Mitte des 2. bis zum Anfang des 3. Jahrhunderts n. Chr. bestanden hat und vermutlich um die Zeit der ersten Alamannenvorstöße um 233 n. Chr. sein Ende gefunden haben wird.

## Gutshof
Die Ausgrabung legte eine Villa rustica frei, die aus zwei Gebäuden bestand. Die damals noch erhaltenen kalksteinernen Grundmauern zeigen das Hauptgebäude einer mit ihrem Portikus nach Nordosten hin ausgerichteten Villa rustica. Bei diesem Gebäude handelt es sich um eine typische Risalitvilla mit zwei Eckrisaliten, die eine Seitenlänge von 37 × 27 m in Anspruch nahm. Der frontseitige Bauteil war zwischen den Risaliten auf ganzer Länge unterkellert, mit zwei Zugängen vom Innenhof her. Der Archäologe Hartmann Reim geht davon aus, dass die Eckrisalite ursprünglich wohl zweigeschossig und mit flachen Pyramidendächern überdeckt waren. Die Eingangshalle (porticus) war wahrscheinlich mit einem Satteldach geschlossen. Die seitlichen Wohn- und Schlafräume waren eingeschossig, die Dächer, den italischen Atriumhäusern vergleichbar, waren als zum Innenhof hin geneigte Pultdächer gebildet. Es konnten Reste von getünchtem bzw. teilweise mit einfachen geometrischen Mustern farbig bemaltem Wandverputz nachgewiesen werden. Ziegelbruch von Hohlziegeln (tubuli) weisen darauf hin, dass einige Räume Wandheizungen besaßen, Reste eines Estrichbodens lassen auf eine Bodenheizung (hypocaustum) schließen.
Im Hofraum fanden sich noch die Spuren eines älteren Holzbaus (9 × 16 m) mit zwei Räumen (3 × 3 m) an der Stirnseite. Dieser Bau kann laut Reim als Vorgängerbau des später in Stein ausgebauten Gutshofs gedeutet werden.
Ein Kreuzgrabungsschnitt der über das Hauptgebäude gelegt wurde lässt vermuten, dass das Hauptgebäude von einem umlaufenden geschotterten Kalkkiesweg umgeben war. Dieser wurde jedoch nicht weiter ergraben.
50 Meter östlich des Hauptgebäudes zeigten sich die Fundamente eines Nebengebäudes. Das 20 × 17 m große Gebäude kann wohl als eine Scheuer oder Stallung gedeutet werden.
Nach Ausweis der Funde kann der Gutshof in die Zeit zwischen Mitte des 2. und 3. nachchristlichen Jahrhundert datiert werden. Vier Fibeln aus der Mitte des 1. Jahrhunderts n. Chr. deuten möglicherweise auf die Nähe eines Auxiliarkastells des Donaulimes hin, das im Raum Laiz-Inzigkofen vermutet wird, können aber auch als Erbstücke von Gutsbewohnern getragen worden sein.

## Denkmalschutz, Befundsicherung und Fundverbleib
Das Bodendenkmal „Villa rustica Inzigkofen“ ist geschützt als eingetragenes Kulturdenkmal im Sinne des Denkmalschutzgesetzes des Landes Baden-Württemberg (DSchG). Nachforschungen und gezieltes Sammeln von Funden sind genehmigungspflichtig, Zufallsfunde an die Denkmalbehörden zu melden.
Der ehemalige Gutshof befindet sich unter zum größten Teil intensiv landwirtschaftlich genutztem und nicht überbautem Gelände zwischen Inzigkofen und Laiz. Lediglich in einem kleinen Bereich ist er durch den vorbeiführender Agrarweg überbaut und gesichert. Pläne zur oberirdische Konservierung wurden aufgrund des schlechten Erhaltungszustandes und der damit einhergehenden hohen Kosten einer solchen Sicherungsmaßnahme verworfen. Das Mauerwerk ist weder der Öffentlichkeit zugänglich gemacht noch gibt eine Hinweistafel Auskunft über die Villa rustica.
Das Fundmaterial der Grabung von 1970 befindet sich in den Beständen des Landesmuseums Württemberg im Alten Schloss in Stuttgart. Lesefunde aus dem Jahr 2007, die von Friedrich Klein vom Regierungspräsidium Tübingen, Referat Denkmalpflege, als Ziegelbruch, aber auch etwas Keramik gedeutet wurden, befinden sich in deren Sammlung. Im Frühjahr 2009 wurde das Bodendenkmal vermutlich durch einen Sondengänger beschritten und beraubt, lediglich wertlose Metallfragmente blieben an der Oberfläche zurück.
Orts- und Gemeindeverwaltung von Inzigkofen sowie die im Landratsamt Sigmaringen beheimatete unterste Denkmalbehörde setzen sich aus einem finanziell enggesteckten Rahmen nicht für Erhalt bzw. gegen weitere Zerstörung des Bodendenkmals ein.

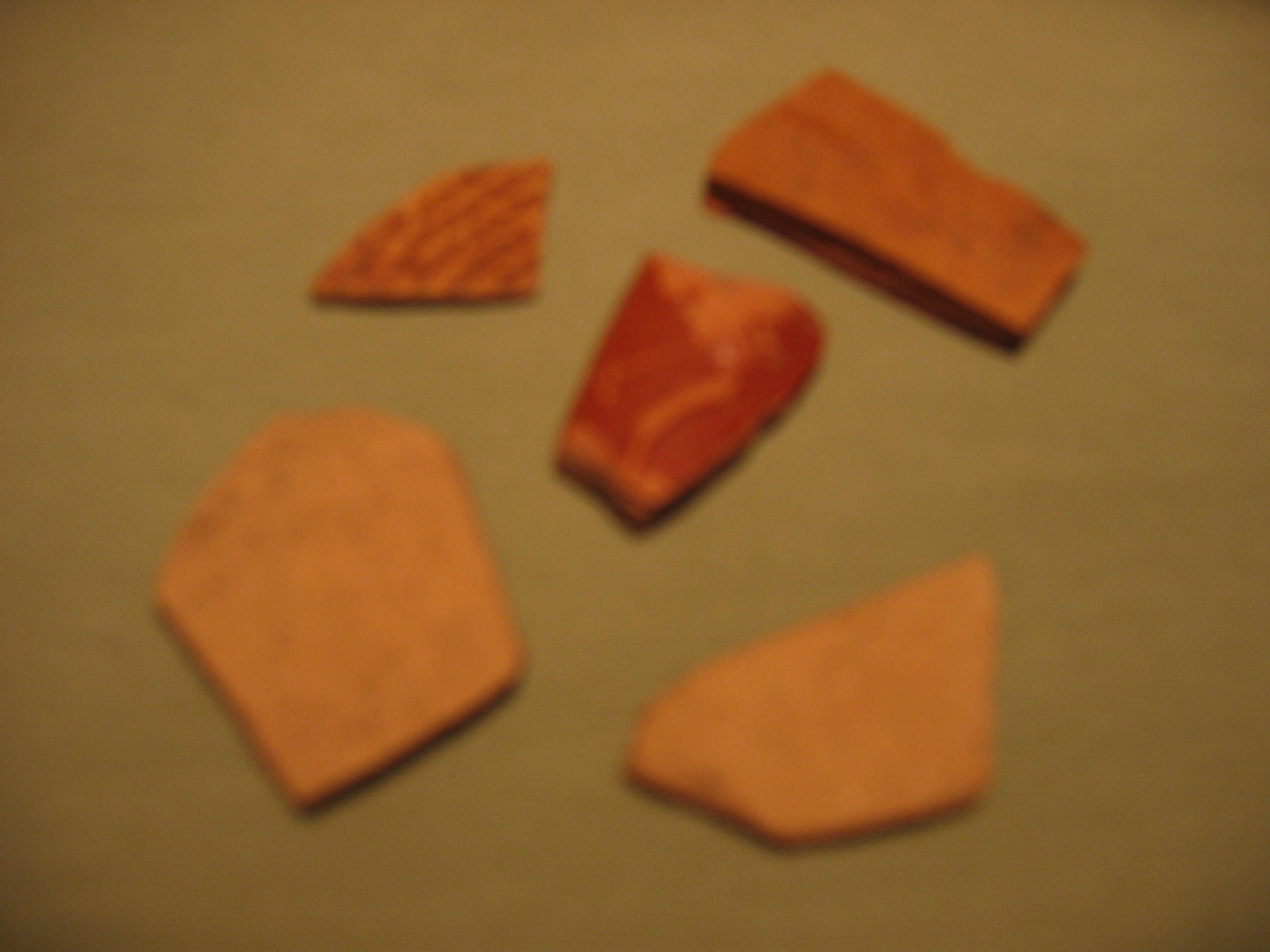
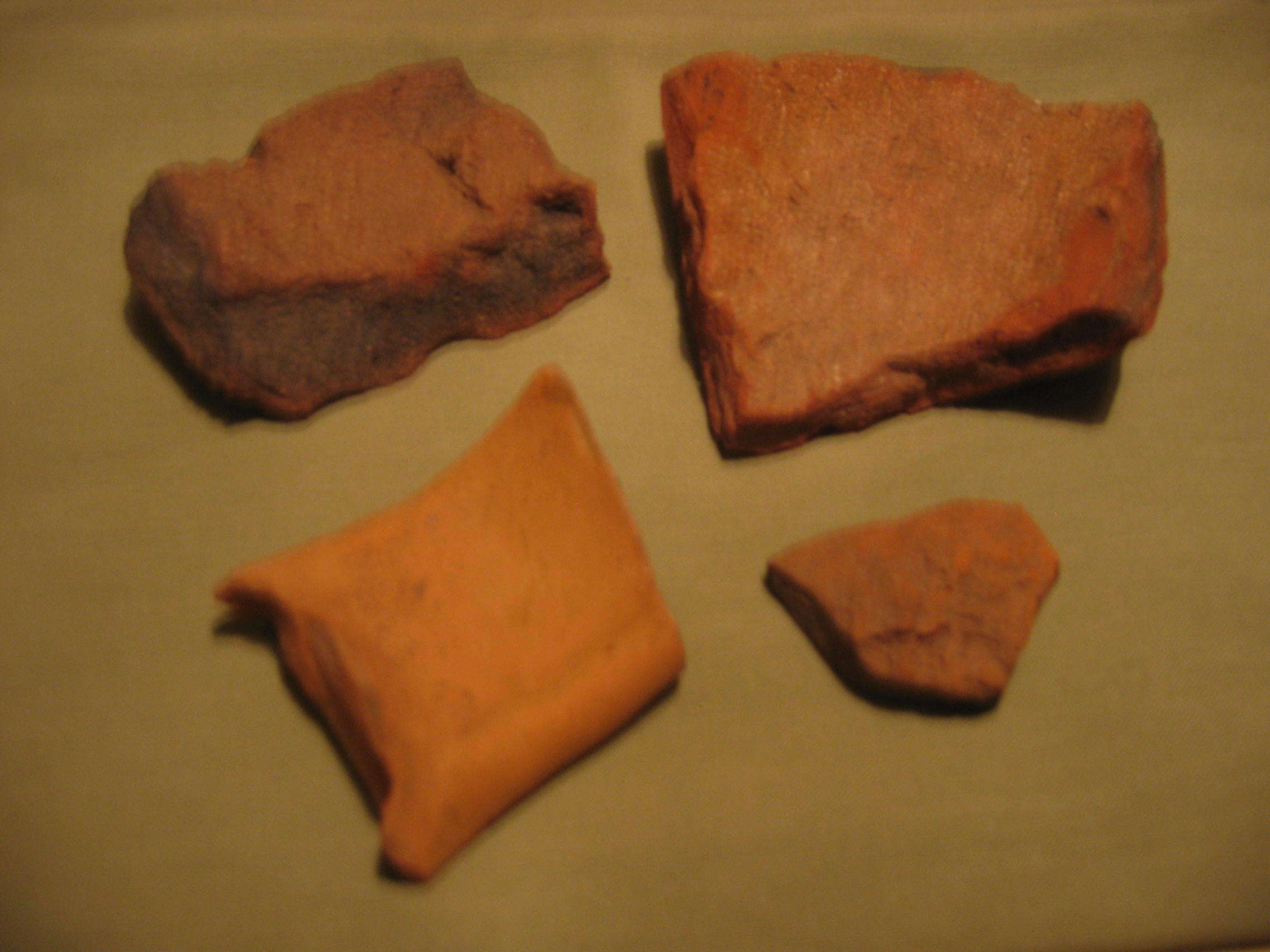
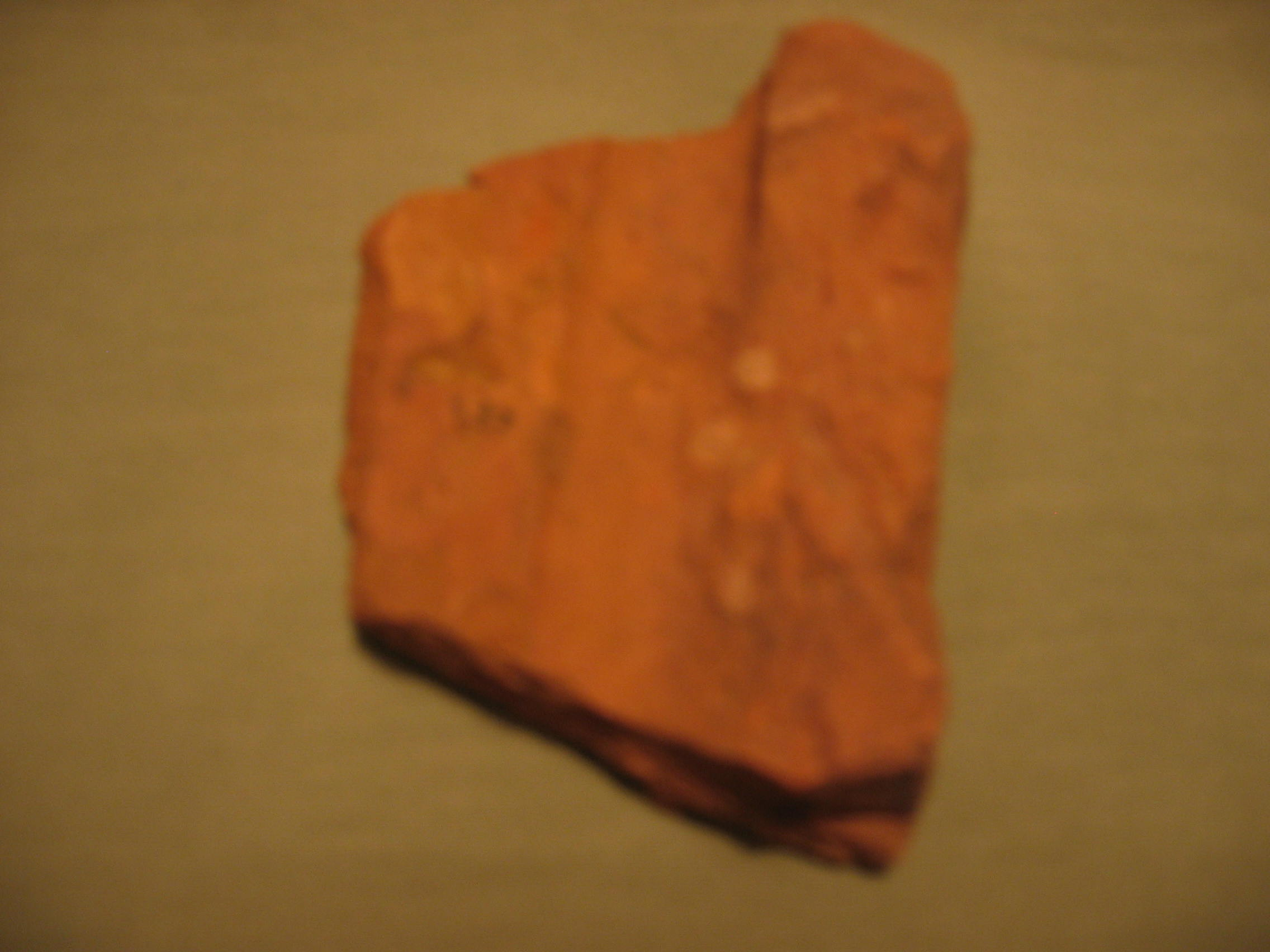